# Nixon Kiplimo Chepseba
Nixon Kiplimo Chepseba (* 12. Dezember 1990 in Cherepes Village, Kerio Valley) ist ein kenianischer Mittelstreckenläufer.

## Sportliche Laufbahn
Wie zahlreiche andere erfolgreiche kenianische Läufer besuchte Chepseba die Patrick’s High School in Iten, wo er von Brother Colm O’Connell trainiert wurde. Seinen ersten internationalen Einsatz hatte er bei den Juniorenafrikameisterschaften auf Mauritius. Dort gewann er auf Anhieb die Silbermedaille im 1500-Meter-Lauf.
Der internationale Durchbruch gelang Chepseba in der Saison 2011. Unter anderem mit Siegen beim Shanghai Golden Grand Prix und beim Weltklasse Zürich gewann er die Gesamtwertung über 1500 m in der IAAF Diamond League. 2012 steigerte er seine persönliche Bestleistung beim Herculis in Monaco auf 3:29,77 m. Damit trat er als drittschnellster 1500-Meter-Läufer des Jahres zu den Olympischen Spielen in London an, belegte dort aber nur einen enttäuschenden elften Platz.
Bei den Weltmeisterschaften 2013 in Moskau wurde Chepseba Vierter.